# 吴军 (作曲家)
吴军（1972年3月7日—），中国音乐学院作曲系多媒体音乐中心助教。2008年第29届北京奥林匹克运动会开幕式音乐主创人员。。中国音乐著作权协会会员。

## 生平
吴军1972年3月7日出生于四川省成都市。10岁时师从四川音乐学院王其书教授学习笛子。
13岁考入中国音乐学院附属中学。1992年被保送进中国音乐学院作曲系，毕业后留校任教。现任中国音乐学院作曲系多媒体音乐中心助教。前外交部长李肇星为2008北京奥运会写歌曲《同一个世界 同一个梦想》的作曲。2008年第29届北京奥林匹克运动会开幕式音乐主创人员。
中国音乐著作权协会会员。2007－2011年中国金鸡百花电影节音乐总监。
2006－2012中央电视台电影频道新年音乐会音乐总监。

## 音乐作品

### 2008年北京奥运会开幕式音乐
- 《丝路》（6分钟）[13]
- 《倒计时》（3分28秒）[13]
- 《自然》（8分30秒中的5分30秒）[13]
- 《歌唱祖国》温情版编曲（2分20秒）[13]
- 《太极》（5分30秒）[14]
- 《中华礼乐》部分配器（6分钟）[14]

### 电影音乐
- 2004年天津电影制片厂《两个人的芭蕾》作曲。该电影导演陈力；演员倪萍、奚美娟、艾丽娅等[15]
- 2007年河北电影制片厂、八一电影制片厂联合出品的电影《亲兄弟》主题曲作曲[16][17]

### 舞蹈音乐
- 2008年北京当代芭蕾舞团首演《空间日记》《跨界》作曲[18][19][20]

### 大型晚会音乐
- 2009年中央电视台电春节联欢晚会开场舞蹈《中华大联欢》作曲[21]
- 2010年第13届南宁国际民歌艺术节开幕式晚会《大地飞歌·2011》中《仪式一：共汇一江水》、《仪式二：共浇一株苗》、《仪式三：共享一棵树》编曲[22]
- 2010年广西南宁国际民歌艺术节开幕式晚会《大地飞歌·2010》中歌曲《弹起我心爱的土琵琶》、《在那遥远的地方》、《刘三姐组歌》编曲[23]

### 歌曲
- 朱桦演唱的《我怎么了》作词、作曲。这首歌在1998年被评为第五届东方风云榜十大金曲之一。[24]
- 林依轮专辑《爱情贵族》中歌曲《吻在雨夜》作曲[25]

### 引用
1. 1 2  中国音乐学院作曲系多媒体中心简介
2. 1 2  .   [2011-12-13]. （原始内容存档于2011-11-01）.
3. 1 2  .   [2011-12-13]. （原始内容存档于2014-08-31）.
4. 1 2  .   [2011-12-14]. （原始内容存档于2008-08-26）.
5. 1 2  .   [2011-12-13]. （原始内容存档于2011-12-16）.
6. ↑  华夏民族音乐网名师介绍 王其书[永久]
7. ↑  .   [2011-12-14]. （原始内容存档于2006-09-02）.
8. ↑  .   [2011-12-14]. （原始内容存档于2016-03-04）.
9. ↑  .   [2011-12-14]. （原始内容存档于2012-07-30）.
10. ↑  .   [2011-12-14]. （原始内容存档于2016-03-05）.
11. ↑  第18届金鸡百花电影节颁奖礼幕后团队-中国电影家协会[永久]
12. ↑  .   [2011-12-14]. （原始内容存档于2011-02-17）.
13. 1 2 3 4  .   [2011-12-14]. （原始内容存档于2008-08-26）.
14. 1 2  人民网 （页面存档备份，存于）、百度娱乐明星资料 （页面存档备份，存于）
15. ↑  .   [2011-12-14]. （原始内容存档于2012-06-02）.
16. ↑  .   [2011-12-14]. （原始内容存档于2016-03-04）.
17. ↑  .   [2011-12-14]. （原始内容存档于2021-01-20）.
18. ↑  中国芭蕾网 北京当代芭蕾舞团即将迎来首演作品[永久]
19. ↑  中国舞蹈网 北京当代芭蕾舞团作品《空间日记》介绍[永久]
20. ↑  中国戏网 北京当代芭蕾舞团作品《空间日记》介绍[永久]
21. ↑  .   [2011-12-14]. （原始内容存档于2016-03-04）.
22. ↑  南国早报 第13届南宁国际民歌艺术节开幕式晚会《大地飞歌·2011》节目单[永久]
23. ↑  中国新闻社广西分社南宁国际民歌艺术节专题报道[永久]
24. ↑  .   [2011-12-14]. （原始内容存档于2011-11-21）.
25. ↑  吻在雨夜[永久]

### 网页
- 北美新浪 新浪全球新闻：張藝謀《印象武夷山》 再邀成都小伙（页面存档备份，存于）
- 百度娱乐 明星资料 吴军（作曲）（页面存档备份，存于）
- 北京电视台 唱响奥运_BTV6_前外交部长李肇星献词奥运歌曲
- 人民网 国庆后拾起"老本行" 张艺谋新"印象"已秘密开工（页面存档备份，存于）
- 中国日报 林妙可杨沛宜：奥运AB角的人生AB剧
- 北美新浪 新浪全球新闻 杨沛宜献唱《喜羊羊2》 走出奥运假唱风波（页面存档备份，存于）
- （视频）奇艺娱乐独家专访著名音乐人吴军-《忐忑》是奇葩不是主流（页面存档备份，存于）